# Latarnia morska Isla de Tabarca
Faro de Tabarca – latarnia morska zlokalizowana na hiszpańskiej wyspie Tabarca, w jej wschodniej części. Administracyjnie znajduje się w obrębie miasta Alicante. 

## Historia
Plan budowy latarni powstał w 1850 roku, z uwagi na dużą ilość wraków zalegających okolice wyspy i utrudniających żeglugę. Obiekt ukończono w 1854 roku. W 1916 roku zakończono opalanie lamp oliwą z oliwek i przestawiono się na olej syntetyczny. Później (1927) obiekt zautomatyzowano. Obecna aparatura pochodzi z 1983 roku.
Numer latarni według nomenklatury hiszpańskiej to 24270, numer międzynarodowy - E-0148. Położona w najwyższym punkcie wyspy.  Światło przerywane grupowe (2 przerwy), okres 10s.
Obiekt składa się z dwóch brył - piętrowego budynku na rzucie kwadratu z pomieszczeniami administracyjnymi i socjalnymi oraz wyrastającej z nich wieży, na której zamontowane są urządzenia latarnicze. Całość zwieńczona niewielką białą kopułą. Część urządzeń zasilanych jest ogniwami słonecznymi. W pobliżu latarni znajduje się stary cmentarz tabarecki. 